# Affektiver Filter
Als affektiver Filter wird in der Lernpsychologie eine Emotion bezeichnet, die einen Lernprozess beeinflusst.
Bei Lernenden sind affektive Filter unterschiedlich durchlässig, was mit zur Erklärung unterschiedlicher Lernfortschritte beiträgt. Geringe Motivation und niedriges Selbstvertrauen werden als starke Filter betrachtet. Ein weiteres Beispiel für einen affektiven Filter ist Langeweile: Löst der zu lernende Stoff beim Lernenden starke Langeweile aus, so vermindert dieses Gefühl der Abneigung seine Aufnahmefähigkeit.
Experimente haben gezeigt, dass Kinder besser in der Lage sind, die durch affektive Filter verursachten Hemmungen zu überwinden als Erwachsene.
Der Begriff wurde durch Stephen Krashen geprägt, der den affektiven Filter als eine von fünf „Input-Hypothesen“ zum Zweitspracherwerb aufstellte.